# Großer-Belt-Bahntunnel
Der Großer-Belt-Bahntunnel verbindet die dänische Insel Sprogø mit der dänischen Stadt Korsør auf Seeland im Osten und ist Teil der festen Großen-Belt-Querung (Brücken- und Tunnelverbindung für sowohl Straßen- als auch Schienenfahrzeuge) nach Nyborg auf Fünen im Westen.

## Technische Bedingungen

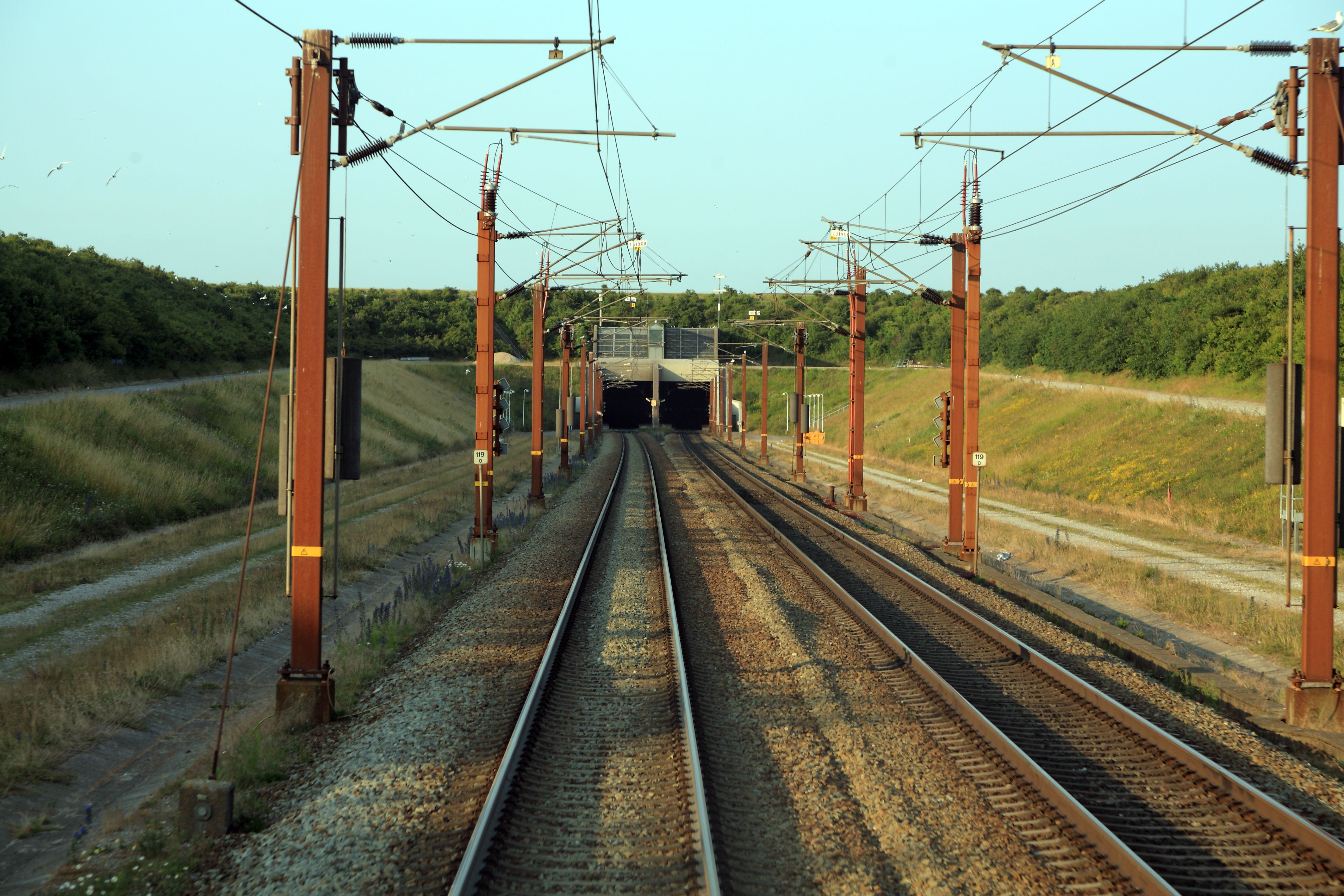
Westportal mit Tunnelrampe auf Sprogø. Oberhalb des Zugangsweges zu den Tunnelportalen der mit Sträuchern bewachsene Ringdeich.

Wegen schwingungstechnischer Probleme, die sich bei einer Führung über eine kombinierte Bahn-Straßen-Hängebrücke ergeben hätten, wurde entschieden, die Bahnstrecke København–Fredericia durch einen Tunnel zu führen. Der Eisenbahntunnel ist als Zweiröhrentunnel mit zwei 8.024 m langen eingleisigen Röhren angelegt, die durch 31 Querschläge miteinander verbunden sind und die sich jeweils gegenseitig als Rettungstunnel dienen können.
Der Tunnel wurde mit vier Tunnelbohrmaschinen von 1988 bis 1996 im Rohbau erstellt. Die Bahnstrecke hat eine maximale Neigung von 22 ‰, ist elektrifiziert und wurde am 1. Juni 1997 für den Eisenbahnverkehr eröffnet. Der Tunnel verläuft 12 bis 40 m unter dem Meeresboden, sein tiefster Punkt liegt 75 m unter der Meeresoberfläche. Der Tunnel ersetzt die frühere Fährverbindung von Korsør nach Nyborg und verkürzt die Bahnreisezeit von Kopenhagen nach Jütland um 60 Minuten. Im Westteil der Querung verläuft die Bahnlinie neben der Europastraße 20 über die Storebæltsbroen.
Der Tiefgang der Schiffe, die den Tunnel überqueren, ist auf 15,4 m beschränkt (siehe Baltimax). Der Öresund als Alternativroute erlaubt demgegenüber nur 8 m Tiefgang und der Nord-Ostsee-Kanal 9,5 m. Die Storebælt-Brücke erlaubt max. 65 m Höhe.